# 石ころぼうし
石ころぼうし（いしころぼうし）は、藤子・F・不二雄の漫画『ドラえもん』に登場するひみつ道具。短編では、てんとう虫コミックス4巻収録「石ころぼうし」、てんとう虫コミックスプラス4巻「災難予報機」に登場。

## 概要
石を模した表面を持つ半球型の帽子。これを被ると姿が消えるわけではないが、まるで道ばたに落ちている石ころのように誰にも気にされなくなる。ただし「気にされない」というのは「他者は帽子を被った者が自分の近くにいることに気づいた上で無視する」という意味ではなく「他者は帽子を被った者が自分の近くにいることに気づかない」という意味であり、実際には帽子を被った者の存在そのものが完全に消えた状態になるため、他者は帽子を被った者の存在を全く認識しなくなる。
帽子を被った者が他者の視界を遮った場合、他者は視界が遮られていることを認識しないため、帽子を被った者の姿は他者に見えているが認識されない状態となる。それだけでなく声やにおい、触れられている感覚、帽子を被った者がそこにいたという形跡など、帽子を被った者の存在を間接的に示すものも全て認識されなくなる。更には、帽子を被った者が持っている物や、他人から取り上げた物も認識されなくなる。ドラえもんが持っていた帽子は小さめのサイズのものしかなく、のび太は無理やり頭にはめるようにして被った。
他者の目の前で「石ころぼうし」を被ると、他者は「（帽子を被った者が）突然姿を消した」と認識することはなく「最初から誰もその場にいない」という認識になり、帽子を被った者と直前まで会話をしていたことや、帽子を被った者が自分の近くにいたことなど、帽子を被った者に関することを全て忘れてしまう。帽子を被った者と他者が接触した場合、ぶつかった程度では全く気付いた様子は見られなかったが、体を揺すられたドラえもんは自分の体がひとりでに揺れたと認識しており（ただしその原因は理解できず、体を触られたことも認識していない。また「さっき帽子を被せたのび太がやったのでは」という疑問も抱いていない）、くすぐられたのび太のママは笑い出している（ただしその原因は理解できず、体を触られたことも認識していないため「誰かにくすぐられたのでは」という疑問も抱いていない）。どちらの場合も「誰かに何かをされた」という認識にはなっておらず「ひとりでに起こったもの」と認識しており、その状況を怪しむこともしていない。また、ロボットであるドラえもんも、帽子を被ったのび太を認識していないため、生物以外の機械などに対しても正常に効果を発揮する。
姿だけでなく声やにおい、触れられている感覚、帽子を被った者がそこにいたという形跡などを含めた、帽子を被った者の存在そのものが完全に消えた状態になり、他者や周囲に何をしても認識されることがないだけでなく、他者は帽子を被った者に関することを全て忘れてしまい、帽子を被った者は他者にとって最初からその場に存在していないことになる。そのため、姿を消すだけの道具（「透明マント」など）よりも高い隠蔽効果を得られることから、誰にも気づかれないように行動する必要がある場合に用いられるようになった。帽子が脱げるのはもちろん、破れても効果を失う。また、後の短編「災難予報機」に登場した時は、帽子を被った者同士だとお互い相手の姿や声などといった存在を認識し、会話ができるようになっている。
原作漫画では「石ころぼうし」の仕組みについて具体的に説明されたことはない。ひみつ道具の事典では「帽子に内蔵された無視催眠波発生ペーストから放出される無視催眠波の影響により、他者は帽子を被った者を気にしなくなる」と解説されており、『ドラえもん のび太の新魔界大冒険 DS』では「周囲の磁場や可視光線を歪ませることで他者から気にされなくなる」と解説されている。
短編
家族から色々な事を口やかましく言われ、嫌になったのび太は自由になりたくてこの道具を使用。だが今度は誰にも気づいてもらえず、通行人に蹴っ飛ばされたりと酷い目にあう。
そしていざ帽子を脱ごうとしたとき、彼は帽子が脱げなくなっている（小さめだったので頭に張り付いた）のに気づいた。のび太はこのまま誰にも気づかれずに一生を終えるのかと大泣きするが、その直後、汗と、水播き中の玉子に数分前に掛けられた水のおかげで帽子がふやけて破け、取ることに成功する。
大長編ドラえもん
『ドラえもん のび太の魔界大冒険』では、複数人が「石ころぼうし」を被った際にコミュニケーションは可能だったものの、お互いの姿は確認できなかった。それだけでなく、ドラえもん達の声が敵に聞こえていたり、敵がドラえもん達のことを忘れておらず、敵が配下の魔物に「におい」をたどらせ、ドラえもんとのび太以外を全員捕まえている。そのため、上述した短編での描写と比較すると、声やにおいを知覚されたり、帽子を被った者同士で姿が確認できなかったり、帽子を被った者のことを他者が覚えているという矛盾が生じている。リメイク版の『ドラえもん のび太の新魔界大冒険』ではその矛盾点を、あくまでも姿を消す機能しか持たない「モーテン星」に変更することで解消している。
『ドラえもん のび太の創世日記』においては複数人が被った場合、帽子を被った者同士は姿が確認でき、コミュニケーションも可能であったが、帽子を被った者の声が他者に聞こえている矛盾が生じている。
映画『ドラえもん のび太のねじ巻き都市冒険記』では、帽子を被った者同士で姿が確認できなかったり、帽子を被った者のことを他者が覚えている矛盾が生じている。
テレビアニメ第2作第1期・第2期
第1期では『のび太の魔界大冒険』と同様に、姿のみを認識できなくする道具として扱われることが多く、自我を持たない機械（ロボット）には効果がないこともあった。第2期では短編と同様に存在そのものが消える道具として扱われることもあれば、『のび太の魔界大冒険』と同様に姿のみを認識できなくする道具として扱われることもある。また、自我を持たない機械（ロボット）にも有効だった作品もあれば、同じく自我を持たない機械（センサー）には効果がなかった作品もある。
その他の派生作品
『ザ・ドラえもんズ スペシャル』第1巻収録「妖界大決戦」第4章「妖怪軍団」では『のび太の魔界大冒険』と同様に、姿のみを認識できなくする道具として扱われているものの、ドラえもんズのようなロボットや、現実世界とは異なる「妖界」に住む妖怪に対しても効果を発揮しており、ドラえもんが「石ころぼうし」を被って姿を見えなくした時、妖怪はドラえもんの思考を読むことが出来なくなっていた。『ドラえもん3 魔界のダンジョン』では、生物や機械だけでなく幽霊やゾンビ、別世界から呼び出された魔王などに対しても有効であり、劇中に登場する全ての敵が攻撃をしてこなくなる強力な装備品として登場している。
『グランブルーファンタジー』で実施された『ドラえもん』とのコラボレーションイベント『ドラえもん のび太の空飛ぶ船』では、短編と同様に存在そのものが消える道具として扱われている。劇中では、ドラえもん達が住む世界には存在しない魔物に対しても正常に効果を発揮している。また、劇中に登場する悪役が使った時、他人の所持品を奪ったまま返さなかったり、他人の所有物を壊してしまっても全く認識されていなかった。それだけでなく悪役が初めて「石ころぼうし」を被った時、直前まで悪役を捕まえようと彼の体を掴んでいた相手や、彼を見逃さないよう意識を向けていた人々は「最初から誰もその場にいない」という認識になり、悪役に関することを全て忘却してしまい、そのまま立ち去って行った。更には、悪役がドラえもん達を縄で縛って拘束した時、彼らは縄で拘束されたことを認識しないまま会話を続けていた。また、劇中ではドラえもんが「石ころぼうし」を使い続けることのリスクとして「帽子を被ったまま怪我をして動けなくなった場合、誰にも助けてもらえないどころか、命を失った後も放置されて干からびてしまうことになりかねない」と説明している。

## 同様の道具
主に、大長編と映画や、映画とリメイク映画で、同ポジションとなった道具。下記のほか、姿を隠すひみつ道具としては、「透明マント」などがある。
モーテン星
大長編および映画『ドラえもん のび太の魔界大冒険』では、「石ころぼうし」を使用していたが、リメイク版の『ドラえもん のび太の新魔界大冒険』では「モーテン星」に変更している。
とう明ペンキ
映画『ドラえもん のび太のねじ巻き都市冒険記』では、「石ころ帽子」を使用しているが、大長編では「とう明ペンキ」を使用している。